# Globidrillia strohbeeni
Globidrillia strohbeeni é uma espécie de gastrópode do gênero Globidrillia, pertencente a família Drilliidae.